# Epidendrum latisegmentum
Epidendrum latisegmentum là một loài thực vật có hoa trong họ Lan. Loài này được C.Schweinf. mô tả khoa học đầu tiên năm 1943.